# Джафаров, Джаваншир Халил оглы
Джаваншир Халил оглы Джафаров (азерб. Cavanşir Xəlil oğlu Cəfərov; род. 22 июня 1953, Баку) — дирижер, Народный артист Азербайджана (2005).

## Биография
Родился 22 июня 1953 года в городе Баку, столице Азербайджанской ССР.
Окончил Бакинское музыкальное училище имени Асафа Зейналлы (1972) и факультет хорового дирижирования Санкт-Петербургской консерватории (1977). Учился у Талята Бакиханова и Рамиза Миришли.
С 1979 года — хормейстер Азербайджанского государственного театра оперы и балета имени М. Ф. Ахундова, с 1980 года — художественный руководитель и главный дирижер Азербайджанской государственной хоровой капеллы, с 1985 года — главный дирижер Азербайджанского государственного театра музыкальной комедии, с 1990 года — заведующий Шамхорским районным отделом культуры, с 1994 года — дирижер Азербайджанского государственного театра музыкальной комедии, с 1996 года — главный дирижер Азербайджанского государственного театра оперы и балета имени М. Ф. Ахундова.
Дирижировал спектакли: «Кер-оглы», «Лейли и Меджнун», «Аршин мал алан» Узеира Гаджибекова, «Ашик-Кериб» Зульфикара Гаджибекова, «Шах Исмаил» Муслима Магомаева, «Севиль», «1001 ночь» Фикрета Амирова, «Семь красавиц», «Дон Кихот» Кара Караева, «Кармен» Жоржа Бизе, «Лебединое озеро» Петра Чайковского, «Аида», «Трубадур» Джузеппе Верди, «Чио-Чио-сан» Джакомо Пуччини, «Жизель» Адольфа Адана и другие.
Занимается и педагогической деятельностью. С 1996 года работает в Бакинской музыкальной академии, с 2011 года — профессор Азербайджанской национальной консерватории.
В 2018 году покинул театр оперы и балета по состоянию здоровья.

## Награды
- Народный артист Азербайджана (2005)
- Заслуженный деятель искусств Азербайджана (2000)
- Персональная пенсия Президента Азербайджанской Республики (2018)[1]